# Joanna Bobowska
Joanna Grażyna Bobowska z domu Mroczek (ur. 17 kwietnia 1967 w Krakowie) – polska dziennikarka, urzędniczka samorządowa i działaczka społeczna oraz polityk, posłanka na Sejm VII kadencji.

## Życiorys
Jest córką Janusza i Zofii. Jako młoda dziewczyna grała przez trzynaście lat na skrzypcach w zespole „Słowianki”. Jest absolwentką studiów w dziedzinie teorii muzyki na Akademii Muzycznej w Krakowie. W 1996 została urzędniczką władz samorządowych gminy Myślenice, gdzie zajmowała się kwestiami promocji. Była także korespondentką „Dziennika Polskiego” w powiecie myślenickim i redaktorką czasopism lokalnych izb gospodarczych. Została również koordynatorką projektów w Izbie Gospodarczej Dorzecza Raby. Jest działaczką lokalnych organizacji pozarządowych, zwłaszcza promujących i wspierających aktywność gospodarczą, m.in. organizatorką i koordynatorką Grupy Partnerskiej Beskidki oraz prezesem Stowarzyszenia BE-20.
Należała do Platformy Obywatelskiej, była wiceprzewodniczącą PO w powiecie myślenickim. W 2010 bez powodzenia z ramienia tej partii kandydowała do sejmiku małopolskiego. W wyborach w 2011 znalazła się na trzeciej pozycji na liście kandydatów PO do Sejmu w okręgu wyborczym nr 12. Uzyskała mandat poselski, otrzymując 7976 głosów (3,33% głosów oddanych w okręgu), co stanowiło piąty najlepszy wynik w okręgu, w którym wybranych zostało ośmiu posłów. Wśród kandydatów PO uplasowała się na trzecim miejscu – po Pawle Grasiu i Tadeuszu Arkicie. W 2015 nie została wybrana na kolejną kadencję. W 2018 była kandydatką Polskiego Stronnictwa Ludowego do sejmiku małopolskiego.